# Ola Kimrin
Ola Kimrin (Malmö, 29 febbraio 1972) è un ex giocatore di football americano svedese, che ha giocato come kicker.
Dopo aver giocato per i Limhamn Griffins si trasferisce nel 1997 negli Stati Uniti, dove gioca per la squadra universitaria degli UTEP Miners; comincia quindi una carriera in NFL e in NFL Europa, in cui passa nell'ordine nei roster di offseason e di stagione regolare dei Frankfurt Galaxy, dei Denver Broncos, dei Dallas Cowboys, dei Cologne Centurions, degli Washington Redskins, dei Tennessee Titans e dei Miami Dolphins.